# Jason David Frank
Jason David Frank (n. 4 septembrie 1973, Covina, California, SUA – d. 19 noiembrie 2022, Houston, Texas, SUA) a fost un actor american.

## Biografie
Jason David Frank s-a născut în orașul Covina, comitatul Los Angeles, statul California,  pe 4 septembrie 1973.

## Carieră
Frank a fost ales în rolul lui Tommy Oliver din Power Rangers. Rolul a fost stabilit pentru 14 episoade, dar datorită popularității personajului a fost readus ca White Ranger și noul lider al echipei.

## Viață personală
S-a căsătorit cu prima sa soție în 1994 și cuplul a avut doi fii și o fiică. Au divorțat în 2001. În 2003, s-a căsătorit cu a doua sa soție și cuplul a avut o fiică și în anul 2022, cuplul a divorțat.

## Decesul
Frank s-a sinucis prin spânzurare, pe data de 19 noiembrie 2022, în Texas și având vârsta de 49 ani.

## Filmografie
| Titlu                                                   | An        | Rol                                        | Note                    |
| ------------------------------------------------------- | --------- | ------------------------------------------ | ----------------------- |
| Mighty Morphin Power Rangers                            | 1993–1996 | Tommy Oliver – Green Ranger / White Ranger | 124 episoade            |
| Mighty Morphin Power Rangers: Alpha's Magical Christmas | 1994      | Tommy Oliver                               | Scurt Video             |
| Cybertron                                               | 1994      | Adam Steele – Cybertron                    | 1 episod                |
| Power Rangers Zeo                                       | 1996      | Tommy Oliver – Zeo Ranger V Red            | 50 episoade             |
| Sweet Valley High                                       | 1996      | A.J.                                       | 4 episoade              |
| Family Matters                                          | 1996      | Skull                                      | Episodul: "Karate Kids" |
| Power Rangers Turbo                                     | 1997      | Tommy Oliver / Red Turbo Ranger            | 19 episoade             |
| Power Rangers: The Lost Episode                         | 1999      | Tommy Oliver                               | toate episoadele        |
| Paris                                                   | 2003      | Chad                                       |                         |
| The Junior Defenders                                    | 2007      | Tommy Keen                                 |                         |
| Fall Guy: The John Stewart Story                        | 2007      | John Stewart                               |                         |
| Insoritul Albastru                                      | 2010      |                                            |                         |
| Crammed 2: Hoaching                                     | 2011      | Christopher Crammed                        |                         |
| Power Rangers                                           | 2017      | Angel Grove Citizen                        | Cameo                   |
| Power Rangers: Legacy Wars – Street Fighter Showdown    | 2018      | Tommy Oliver                               |                         |
| Making Fun: The Story of Funko                          | 2018      | Himself                                    | Documentar              |
| Legenda Dragonului Alb                                  | 2023      | Erik Reed / Dragonul Alb                   | Rol Final               |